# Agelaos (dienaar van Priamos)
Agelaos was de dienaar van Priamos, die Paris ten gevolge van de droom van zijn moeder op de berg Ida neerlegde, maar hem, toen hij na vijf dagen het kind door een berin zag zogen, meenam en zelf opvoedde.